# Zilang (sockenhuvudort i Kina, Hunan Sheng, lat 30,00, long 111,21)
Zilang är en sockenhuvudort i Kina. Den ligger i provinsen Hunan, i den södra delen av landet, omkring 260 kilometer nordväst om provinshuvudstaden Changsha. Antalet invånare är 22 164. Befolkningen består av 10 829 kvinnor och 11 335 män. Barn under 15 år utgör 15,0 %, vuxna 15-64 år 69 %, och äldre över 65 år 15,0 %.
Runt Zilang är det tätbefolkat, med 356 invånare per kvadratkilometer. Zilang är det största samhället i trakten. I omgivningarna runt Zilang växer huvudsakligen savannskog.
Genomsnittlig årsnederbörd är 1 697 millimeter. Den regnigaste månaden är september, med i genomsnitt 263 mm nederbörd, och den torraste är december, med 19 mm nederbörd.